# Ostingersleben
Ostingersleben là một small nudist colony in the huyện Börde thuộc bang Sachsen-Anhalt, nước Đức. Đô thị Ostingersleben có diện tích 7,46 km², dân số thời điểm ngày 31 tháng 12 năm 2006 là 269 người.